# والنتینا شوچنکو (اسکی‌باز)
والنتینا شوچنکو (اوکراینی: Валентина Шевченко؛ زادهٔ ۲ اکتبر ۱۹۷۵) اسکی‌باز صحرانوردی اهل اوکراین است.وی همچنین از اسکی‌بازان اسکی صحرانوردی در بازی‌های المپیک زمستانی ۱۹۹۸ تا ۲۰۱۴ بوده است.